# Diasticus vulneratus
Diasticus vulneratus is een keversoort uit de familie bladsprietkevers (Scarabaeidae). De wetenschappelijke naam van de soort is voor het eerst geldig gepubliceerd in 1805 door Sturm.